# ويليام باير
ويليام باير (بالإنجليزية: William Bayer)‏‏ (20 فبراير 1939 في كليفلاند، أوهايو - ) كاتب، وروائي، وكاتب سيناريو من الولايات المتحدة.

## الجوائز
- جائزة إدغار

## روابط خارجية
- ويليام باير على موقع IMDb (الإنجليزية)